# 虎丘山摩崖石刻
虎丘山摩崖石刻，位于中国广东省汕头市澄海区莲下镇程洋岗村虎丘山，现为澄海区文物保护单位，类型为石窟寺及石刻，公布时间为1984年12月5日。
虎丘山摩崖石刻的历史年代为明代。